# Шильдкрет, Константин Георгиевич
Константин Георгиевич Шильдкрет (до крещения Яков Вольфович Шильдкрет; 31 октября (12 ноября) 1886, Николаев, Херсонская губерния, Российская империя — 24 февраля 1965, Москва, СССР) — русский и советский прозаик и сценарист.

## Биография
Родился 31 октября (по старому стилю) 1886 года в Николаеве, в семье слуцкого мещанина Вольфа Шильдкрета и Эльке Шильдкрет. После окончания школы поступил в Учительскую гимназию, который окончил в 1904 году. Благодаря углублённому обучению, гимназию он окончил досрочно экстерном, после окончания гимназии работал учителем в средней школе в Москве вплоть до 1908 года.
Свою литературную деятельность начал с 1908 года и написал ряд произведений и сценариев к кинематографу, из которых экранизировано было два. Расцвет литературной деятельности начался после 1922 года, когда он стал сдавать свои труды в печать, с середины 1920-х по середину 1930-х годов Шильдкрет написал множество повестей и романов в основном на историческую тематику. Он был вынужден выслушивать в свой адрес жёсткую критику за одностороннюю позицию вульгарно-социологических представлений в прошлом. В 1934 году стал членом Союза писателей СССР.
Был женат на Ксении Григорьевне Шильдкрет, их единственная дочь Ольга трагически погибла в начале 1930-х годов.
Скончался 24 февраля 1965 года в Москве.

## Творчество
Тема первых произведений — рост революционного сознания народных масс: повести «Рождённые бурей» (1925), «Скованные годы» (1926). В романе «В землю Ханаанскую» (1926) показано, как, преодолевая буржуазно-националистические настроения, приобщалась к революции еврейская беднота. В исторических романах «Розмысл царя Иоанна Грозного» (1928), «Гораздо тихий государь» (1930) Шильдкрет стремился показать народ как основную силу исторического процесса. Повесть «Крылья холопа» (1927; переработанное издание — 1956) — о первом русском авиаторе, талантливом умельце-зодчем Никите Выводкове.
Наиболее значительное сочинение — трилогия «Подъяремная Русь» (романы: ч. 1 — «Бунтарь», 1933; ч. 2 — «Мамура», 1934; ч. 3 — «Кубок орла», 1935). Наряду с яркими историческими картинами и образами прозе писателя порой свойственны мелодраматизм и декоративное бытописательство.

## Фильмография
Сценарист
- 1926 — Два дыма
- 1926 — Крылья холопа